# Pascale Gautier
Pascale Gautier est une écrivaine française.

## Biographie
Elle naît à Gap dans les Hautes-Alpes de parents enseignants. Elle fait ses études à Lyon et à Paris, elle a fait ses classes dans plusieurs maisons d'éditions notamment chez Robert-Laffont, Albin-Michel, XO, Rocher et à la Bibliothèque de la Pléiade chez Gallimard.
Le recueil de nouvelles Folies d'Espagne (Julliard, 1995), a reçu le Grand Prix de la Nouvelle de la Société des gens de lettres, son roman Trois grains de beauté reçoit en 2005 le Grand prix de la Société des gens de lettres (SGDL).
Son roman Les vielles, publié en 2011, remporte le prix Renaudot de poche.
Elle est directrice littéraire aux éditions Buchet-Chastel. Elle publie notamment Philippe Ségur, Violaine Bérot  et Marie-Hélène Laffon, lauréate de nombreux prix dont le prix Renaudot 2020 pour son roman L'histoire du fils (Buchet-Chastel, 2020),,.

## Ouvrages
- Moribondes, Fixot, 1988
- Villa mon désir, Fixot, 1989
- Vertige, Quai Voltaire, 1992
- Pépita, illustrations de Mireille Vautier, Albin Michel, 1993
- Folies d'Espagne, Julliard, 1995
- Les Amants de Boringe, Albin Michel, 1997
- Mercredi, Phébus, 2000, Folio, 2015
- Frères, Le Castor astral, 2002
- Trois grains de beauté, Joëlle Losfeld, 2004, grand prix du roman SGDL 2004
- Fol accès de gaité, Joëlle Losfeld, 2006
- Les Vieilles, Joëlle Losfeld, 2010, Folio, 2012, Prix Renaudot poche 2012
- La Clef sous la porte, Joëlle Losfeld, 2015

## Œuvres, résumé
Mercredi : Ce roman profondément musical allie la réécriture des contes à l'invention d'une histoire humoristiquement grinçante de notre siècle. L'amour en est le cadre principal et l'enjeu certain. Mercredi est le nom du perroquet, personnage témoin de l'histoire. Le roman est truffé de jeux de mots, de jeux poétiques.
Trois grains de beauté : Ce roman conte la rivalité de deux frères au cours de leur vie. Entre magie et horreur la vie se déroule et la rivalité ne cesse de croître surtout quand l'amour vient perturber l'équilibre jaloux des deux frères. Ce roman toute en écriture poétique et en musicalité est jonché de symboles mystiques qui donnent au texte son allure de mystère.
Les Vieilles : Dans la ville ensoleillée du Trou, la population est essentiellement féminine et vieillissante. Mme Rouby, Mme Chiffe, Mme Daspet et quelques autres se retrouvent pour le thé, jouent au scrabble, taquinent le porto, commentent leurs maux, suivent l'actualité... Dans ce roman irrésistible de fraîcheur, l'auteur bouscule, avec humour et impertinence, nombre d'idées reçues sur la vieillesse.
La Clef sous la porte : ou l'histoire de quatre personnages qui vivent un moment intense de crise personnelle. Auguste, tyrannisé par ses parents ; Ferdinand, épuisé par sa fille adolescente et sa femme ennuyeuse ; José, scotché et complètement déprimé devant sa télé allumée 24 heures sur 24 ; Agnès, harcelée par ses trois frères qui lui demandent de venir au chevet de leur mère qui est en train de mourir pour la cinquième fois... Roman drôle au rythme incisif, La Clef sous la porte entraîne le lecteur et rappelle de façon jubilatoire qu'il n'y a rien de plus précieux que la liberté.

## Récompenses
- 2005 : Grand prix SGDL du roman pour Trois grains de beauté
- 2012 : Prix Renaudot du livre de poche pour Les Vieilles